# Беляева, Вера Константиновна
Вера Константиновна Беляева (1927, Аткарск, Саратовская губерния — 2009) — учёный-химик, лауреат премии имени Л. А. Чугаева (1973).

## Биография
Родилась в 1927 году в городе Аткарске Саратовской области.
В 1950 году — окончила Московский химико-технологический институт им. Д. И. Менделеева, специальность «инженер физико-химик».
С 1951 года — работала в ГЕОХИ АН СССР.
В 1956 году — защитила кандидатскую диссертацию.
Умерла в 2009 году.

### Научная деятельность
Основное направление научных исследований — установление закономерностей комплексообразования в растворах и определение строения координационных соединений физико-химическими и физическими методами.
Внесла существенный вклад в развитие ЭПР для решения аналитической и координационной химии.
Автор более 120 научных статей.

## Награды
Премия имени Л. А. Чугаева (за 1973 год, совместно с И. Н. Маровым и А. Н. Ермаковым) — за серию работ по теме «Электронный парамагнитный резонанс — новый метод исследования комплексообразования в растворах»